# 查瓦勒特·春姆庫姆
查瓦勒特·春姆庫姆（1939年—），泰國前男子羽球運動員，從1960年代初期到1970年代初期代表泰國參加國際賽。
在泰國以雙打聞名的時候，查瓦勒特·春姆庫姆在國內贏得比同時代任何其他球員更多的國家羽球錦標賽男子雙打冠軍。他曾代表泰國參加1961年、1964年和1970年湯姆斯盃（泰國拒絕參加1967年湯姆斯盃），贏得了23場雙打比賽中的19場，包括對陣印尼、丹麥、馬來西亞、日本和印度等隊伍。他在1965年與納榮·潘奇姆一起贏得亞洲羽球錦標賽的男子雙打冠軍。在1968年的國際巡迴賽中，他與杉構布·拉塔努松贏得荷蘭羽球公開賽和加拿大羽球公開賽男子雙打冠軍，並打進全英羽球錦標賽男子雙打半決賽。